# Karl Gustav Wilhelm zu Hohenlohe-Langenburg
Karl Gustav Wilhelm Prinz zu Hohenlohe-Langenburg (* 29. August 1777 in Leeuwarden; † 26. Juni 1866 in Brünn) war ein österreichischer Feldzeugmeister.

## Abstammung
Prinz Gustav war der Sohn von Prinz Friedrich Ernst zu Hohenlohe-Langenburg (1750–1794) und der niederländischen Jonkvrouw Magdalena Zwier van Haren (1746–1822). Prinz Gustavs Großvater war Fürst Ludwig zu Hohenlohe-Langenburg. Da das Fürstentum Hohenlohe-Langenburg auf die in der Landesteilung von 1553 entstandene Hauptlinie Hohenlohe-Neuenstein zurückgeht, findet sich bisweilen auch die Bezeichnung Prinz Gustav zu Hohenlohe-Neuenstein-Langenburg.

## Militärischer Werdegang
Prinz Gustav begann seine militärische Laufbahn im Dienst für die Niederlande, ehe er 1809 zur österreichischen Armee wechselte. Während der Koalitions- und Befreiungskriege machte er dort Karriere und wurde am 30. April 1815 zum Generalmajor befördert. In Folge des Laibacher Kongresses intervenierte die österreichische Armee im Königreich beider Sizilien zur Niederschlagung des Putsches in Neapel. An  dieser Intervention war auch Prinz Gustav beteiligt. In der nachfolgenden Zeit war er Divisionskommandant in Padua, Graz und Prag. Seit 1826 war er Inhaber des Infanterie-Regiments Nr. 17. Er war Mitglied im Hofkriegsrat und k. k. österreichischer Geheimer Rat. Am 21. Dezember 1830 wurde er Feldmarschallleutnant und war seit dem 23. Dezember 1845 im militärischen Rang eines Feldzeugmeisters. Nach seiner Pensionierung am 16. Mai 1848 lebte er in Brünn und starb kurz nach dem Ausbruch des Kriegs von 1866, so dass er die Niederlage in der Schlacht bei Königgrätz, in der auch sein Sohn tödlich verwundet wurde, nicht mehr erlebte.

## Ehen und Nachkommen
Prinz Gustav war der Stammvater der katholischen Seitenlinie des Hauses Hohenlohe-Langenburg in Böhmen. Am 16. Jänner 1816 heiratete er in Brünn Friederike Ladislava Prinzessin zu Fürstenberg (1781–1858). Aus der Ehe gingen zwei Söhne und eine Tochter hervor:
- Prinz Friedrich Ernst (1817–1835),
- Prinz Ludwig Karl Gustav (1823–1866) ⚭ Prag 1857 Gabriela von und zu Trauttmansdorff-Weinsberg (1840–1923), Erbin von Schloss Rothenhaus in Nordböhmen; Stammeltern der weiteren katholischen Generationen des Hauses Hohenlohe-Langenburg,
- Prinzessin Konstanze Josephe Luise (1824–1884) ⚭ Brünn 1855 Karl Graf von Blanckenstein (1814–1891).